# Số điện thoại ở Liên Xô

Lãnh thổ Liên Xô sau Thế chiến II (xanh lá)

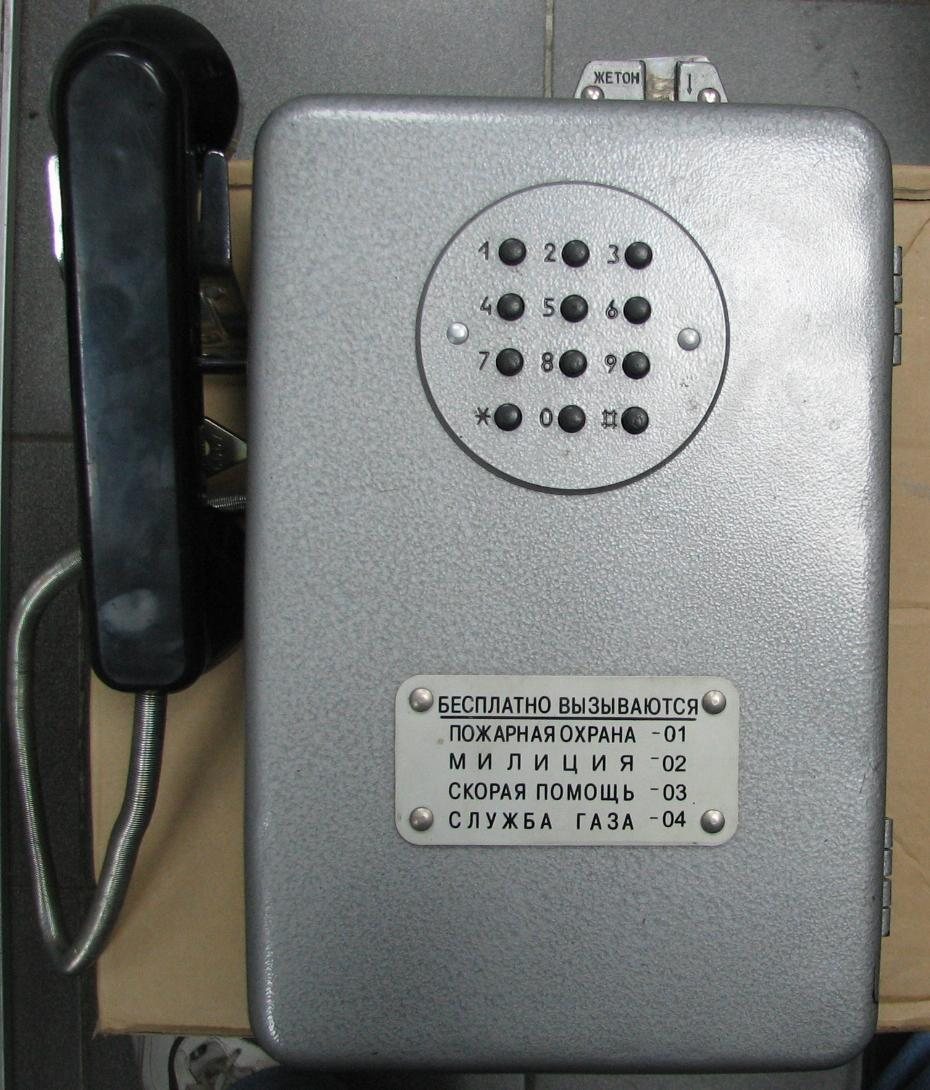
Điện thoại trả tiền có danh sách số điện thoại miễn phí

Kế hoạch đánh số điện thoại của Liên Xô là một tập hợp các mã vùng điện thoại, số và quy tắc quay số, trong đó hoạt động trong Liên Xô cho đến những năm 1990. Sau sự sụp đổ của Liên Xô, nhiều nước cộng hòa mới độc lập đã thực hiện kế hoạch đánh số riêng của họ. Tuy nhiên, nhiều nguyên tắc của kế hoạch đánh số của Liên Xô vẫn còn tồn tại. Mã quốc tế cũ của Liên Xô +7 vẫn được Nga và Kazakhstan giữ lại.

## Nguyên tắc cơ bản
Liên Xô đã sử dụng một kế hoạch đánh số mở bốn cấp. Tiền tố đường dài là 8.
- Người ta có thể gọi một số địa phương mà không có mã. Số địa phương thường bao gồm 5-7 chữ số, với số bảy chữ số chỉ xuất hiện ở Moskva (từ năm 1968), Leningrad (từ năm 1976) và Kiev (từ năm 1981).
- Trong cùng một khu vực đánh số (thường xuyên nhất trong tiểu bang hoặc khu vực) mẫu là: 8 2X YYYYYY, trong đó 2 thay thế mã vùng gồm ba chữ số.
- Đối với các cuộc gọi đến các khu vực khác, trước tiên phải quay số tiền tố dài 8, sau đó, toàn bộ mã của khu vực đánh số, bao gồm mã gồm 3 chữ số và số bổ sung của khu vực (X), sau đó là địa phương số điện thoại.

Ví dụ: 8 09624 XXXXX cho một cuộc gọi đến thành phố Klin, Quận Klinsky, Thành phố Moskva.
- Đối với các cuộc gọi quốc tế, bạn nên quay số 8 10 <mã quốc gia> <code> <số điện thoại>.

Ví dụ: 8 10 1 212 XXXXXXX cho một cuộc gọi đến thành phố New York.

## Phân tách mã quốc gia
- 1993 -  Estonia (+372),  Latvia (+371),  Litva (+370),  Moldova (+373)
- 1994 -  Azerbaijan (+994),  Gruzia (+995)
- 1995 -  Armenia (+374),  Belarus (+375),  Ukraina (+380)
- 1997 -  Kyrgyzstan (+996),  Tajikistan (+992),  Turkmenistan (+993),  Uzbekistan (+998)
- Không có -  Kazakhstan và  Nga (+7)

## Mã vùng
Về cơ bản, mã vùng được phân phối theo địa lý, do đó các vùng lân cận thường có số mã vùng gần.

### Khu vực 0
Các mã vùng với 0 biểu thị các nước cộng hòa và các chướng ngại của phần châu Âu của Liên Xô. Sau sự sụp đổ của Liên bang Xô viết, các mã này ở Nga, Belarus và Ukraina được bảo tồn, với những thay đổi nhỏ. Mã vùng tại Ukraina và Belarus sau đó đã giảm ban đầu 0. Tại Nga, vào tháng 12 năm 2005 số 0 hàng đầu trong các mã khu vực của Khu vực đã được thay thế bằng số 4.
| - 011 - Kaliningrad Oblast, Russian SFSR - 012 - Lithuania - 013 - Latvia - 014 - Estonia - 015 - Grodno Region, Byelorussia - 016 - Brest Oblast, Byelorussia - 017 - Minsk Oblast, Byelorussia - 021 - Vitebsk Oblast, Byelorussia - 022 - Mogilev Oblast, Byelorussia - 023 - Gomel Oblast, Byelorussia - 031 - Transcarpathian Oblast, Ukraine - 032 - Lviv Oblast, Ukraine - 033 - Volyn Oblast, Ukraine - 034 - Ivano-Frankivsk Oblast, Ukraine - 035 - Ternopil Oblast, Ukraine - 036 - Rivne Oblast, Ukraine - 037 - Chernivtsi Oblast, Ukraine - 038 - Khmelnytsky Oblast, Ukraine - 041 - Zhytomyr Oblast, Ukraine - 042 - Moldavia - 043 - Vinnytsia Oblast, Ukraine - 044 - Kiev và Kiev Oblast, Ukraine - 046 - Chernigov Oblast, Ukraine - 047 - Cherkasy Oblast, Ukraine - 048 - Odessa Oblast, Ukraine - 051 - Nikolaev Oblast, Ukraine - 052 - Kirovograd Oblast, Ukraine - 053 - Poltava Oblast, Ukraine - 054 - Sumy Oblast, Ukraine - 055 - Kherson Oblast, Ukraine - 056 - Dnepropetrovsk Oblast, Ukraine - 057 - Kharkov Oblast, Ukraine - 061 - Zaporozhye Oblast, Ukraine - 062 - Donetsk Oblast, Ukraine - 064 - Voroshilovgrad Oblast, Ukraine - 065 - Crimea Oblast, Ukraine - 069 - Sevastopol, Ukraine | - 071 - Kursk Oblast, Russian SFSR - 072 - Belgorod Oblast, Russian SFSR - 073 - Voronezh Oblast, Russian SFSR - 074 - Lipetsk Oblast, Russian SFSR - 075 - Tambov Oblast, Russian SFSR - 081 - Smolensk Oblast, Russian SFSR - 082 - Kalinin Oblast, Russian SFSR - 083 - Bryansk Oblast, Russian SFSR - 084 - Kaluga Oblast, Russian SFSR - 085 - Yaroslavl Oblast, Russian SFSR - 086 - Orel Oblast, Russian SFSR - 087 - Tula Oblast, Russian SFSR - 091 - Ryazan Oblast, Russian SFSR - 092 - Vladimir Oblast, Russian SFSR - 093 - Ivanovo Oblast, Russian SFSR - 094 - Kostroma Oblast, Russian SFSR - 095 - Moskva (city), Russian SFSR - 096 - Moscow Oblast (without the suburbs of Moscow), Russian SFSR - 097 - Governmental phone network in Moscow region (Iskra / Iskra-2) |

### Khu vực 3
| - 301 - Buryat ASSR, Russian SFSR - 302 - Chita Oblast, Russian SFSR - 310 - Zhezkazgan Oblast, Kazakhstan (now merged into Karagandy Region) - 311 - Ural Oblast (now West Kazakhstan), Kazakhstan - 312 - Gurievskaya Oblast, Kazakhstan - 313 - Aktobe Oblast, Kazakhstan - 314 - Kustanaiska Oblast, Kazakhstan - 315 - North Kazakhstan, Kazakhstan - 316 - Kokchetav Oblast, Kazakhstan (now split between North Kazakhstan và Akmola) - 317 - Tselinogradskaya Oblast, Kazakhstan - 318 - Pavlodar Oblast, Kazakhstan - 319 - Issyk-Kul Oblast, Kirghizia - 321 - Karaganda Oblast, Kazakhstan - 322 - Semipalatinsk Oblast, Kazakhstan (now merged into East Kazakhstan) - 323 - East Kazakhstan Oblast, Kazakhstan - 324 - Kyzyl-Orda Oblast, Kazakhstan - 325 - Shymkent Oblast, Kazakhstan - 326 - Dzhambulskaya Oblast, Kazakhstan - 327 - Alma-Ata Oblast, Kazakhstan - 328 - Taldykorgan Oblast, Kazakhstan (now merged into Almaty Region) - 329 - Mangistau Oblast, Kazakhstan - 330 - Turgay Oblast, Kazakhstan (now split between Kostanay và Akmola) - 331 - Chuy Oblast, Kirghizia - 332 - Osh Oblast, Kirghizia - 334 - Talas Region, Kirghizia - 335 - Naryn Region, Kirghizia - 336 22 - Baikonur, Kyzyl-Orda Oblast, Kazakhstan - 341 - Udmurt ASSR, Russian SFSR - 342 - Perm Oblast, Russian SFSR - 343 - Sverdlovsk Oblast, Russian SFSR - 345 - Tyumen Oblast, Russian SFSR | - 347 - Bashkir ASSR, Russian SFSR - 351 - Chelyabinsk Oblast, Russian SFSR - 352 - Kurgan Oblast, Russian SFSR - 353 - Orenburg Oblast, Russian SFSR - 360 - Tashauz Oblast, Turkmenia - 361 - Karakalpakstan ASSR, Uzbekistan - 362 - Khorezm Oblast, Uzbekistan - 363 - Ashgabat Oblast, Turkmenia - 365 - Bukhara Oblast, Uzbekistan - 366 - Samarkand Oblast, Uzbekistan - 367 - Syrdarya Oblast, Uzbekistan - 369 - Namangan Oblast, Uzbekistan - 370 - Mary Oblast, Turkmenistan - 371 - Tashkent Oblast, Uzbekistan - 372 - Djizzak, Uzbekistan - 373 - Ferghana Oblast, Uzbekistan - 374 - Andijan, Uzbekistan - 375 - Kashkadarya, Uzbekistan - 376 - Surkhandarya, Uzbekistan - 377 - Districts of Republican Subordination, Kulob Oblast, Kurgan Oblast và Gorno-Badakhshan, Tajikistan - 378 - Charjev Oblast, Turkmenia - 379 - Sughd, Tajikistan - 381 - Omsk Oblast, Russian SFSR - 382 - Tomsk Oblast, Russian SFSR - 383 - Novosibirsk Oblast, Russian SFSR - 384 - Kemerovo Oblast, Russian SFSR - 385 - Altai Krai, Russian SFSR - 391 - Krasnoyarsk Territory, Russian SFSR - 394 - Tuvan ASSR, Russian SFSR - 395 - Irkutsk Oblast, Russian SFSR |

### Vùng 4
- 411 - Yakut ASSR, Nga Xô Viết
- 413 - Magadan, Nga Xô Viết
- 415 - Kamchatka, Nga Xô Viết
- 416 - Amur Vùng, Nga Xô Viết
- 421 - Khabarovsk Krai, Priamurye, Nga Xô Viết
- 423 - Primorsky Krai, Priamurye, Nga Xô Viết
- 424 - Sakhalin Vùng, Priamurye, Nga Xô Viết
- 432 - Krasnovodskaya Vùng, Turkmenia
- 436 - Navoiy Region, Uzbekistan

### Khu vực 8
| - 811 - Pskov Oblast, Russian SFSR - 812 - Leningrad, Russian SFSR - 813 - Leningrad Oblast, Russian SFSR - 814 - Karelian ASSR, Russian SFSR - 815 - Murmansk, Russian SFSR - 816 - Novgorod Oblast, Russian SFSR - 817 - Vologda Oblast, Russian SFSR - 818 - Arkhangelsk Oblast, Russian SFSR - 821 - Komi ASSR, Russian SFSR - 831 - Gorky Oblast, Russian SFSR - 833 - Kirov Oblast, Russian SFSR - 834 - Mordovia ASSR, Russian SFSR - 835 - Chuvash ASSR, Russian SFSR - 836 - Mari ASSR, Russian SFSR - 841 - Penza Oblast, Russian SFSR - 842 - Ulyanovsk Oblast, Russian SFSR - 843 - Tatar ASSR, Russian SFSR - 844 - Volgograd Oblast, Russian SFSR - 845 - Saratov Oblast, Russian SFSR - 846 - Kuibyshev Oblast, Russian SFSR - 847 - Kalmyk ASSR, Russian SFSR | - 851 - Astrakhan Oblast, Russian SFSR - 861 - Krasnodar, Russian SFSR - 862 2 - Sochi, Russian SFSR - 863 - Rostov Oblast, Russian SFSR - 865 - Stavropol Oblast, Russian SFSR - 866 - Kabardino-Balkar ASSR, Russian SFSR - 867 - North Ossetian ASSR, Russian SFSR - 871 - Chechen-Ingush Autonomous Soviet Socialist Republic, Russian SFSR - 872 - Dagestan ASSR, Russian SFSR - 882 - Adjara ASSR, Georgia - 883 - Other parts of Georgia and South Ossetian Autonomous Oblast - 885 - Armenia - 892 - Azerbaijan (East) - 895 - Azerbaijan (West) |